# ホセ・コントレラス・ベルナ
ホセ・ダビド・コントレラス・ベルナ（José David Contreras Verna  ． 1994年10月20日 - ）は、ベネズエラ・アプレ州グアスドゥアリート出身のプロサッカー選手。コスタリカのADサン・カルロスに所属している。ポジションはGK。

## 来歴
2011-12シーズンに国内リーグのアラグアFCでプロデビュー。2013-14シーズンにデポルティーボ・タチラFCに移籍。正GKとして活躍した。
2018年6月27日、リーグ・ドゥのLBシャトールーへのローン移籍が発表された。

## ベネズエラ代表
2011年からユース世代のベネズエラ代表に招集され、2016年2月にフル代表に初招集。2日のコスタリカ戦で代表デビューを果たし、1-0で勝利。6月に開催されたコパ・アメリカ・センテナリオの代表メンバーにも選出された。